# Remigia pellita
Mocis mayeri là một loài bướm đêm trong họ Erebidae.